# Pablo López
Pablo César López Martínez (ur. 7 stycznia 1998 w Querétaro) – meksykański piłkarz występujący na pozycji środkowego pomocnika, od 2024 roku zawodnik Jaguares.